# 大和瀬達二
大和瀬 達二（おおわせ たつじ、1926年 - 2011年2月）は、日本の経済学者。早稲田大学政治経済学部名誉教授。
専門は、近代経済学。

## 略歴
1951年、早稲田大学第一政治経済学部経済学科卒業。
早稲田大学大学院経済学研究科博士課程修了。
経済学博士（早稲田大学）。
早稲田大学政治経済学部教授。
1996年、退職。
2011年2月中旬、逝去。

## 著書

### 単著
- 『寡占経済理論の構造』（新評論）